# چارلی کانینگهام (بازیکن فوتبال)
چارلی کانینگهام (انگلیسی: Charlie Cunningham؛ 1890 – ژانویه ۱۹۴۲ (۵۱−۵۲ سال)) بازیکن فوتبال اهل بریتانیا بود.
از باشگاه‌هایی که در آن بازی کرده‌است می‌توان به باشگاه فوتبال استوک‌پورت کانتی و باشگاه فوتبال ترانمره راورز اشاره کرد.